# Campionato israeliano di pallavolo femminile
Il campionato israeliano di pallavolo femminile è un torneo per club d'Israele ed è posto sotto l'egida della Federazione pallavolistica d'Israele.
La massima serie del campionato è denominata Prima Divisione e la prima edizione è stata giocata nell'annata 1960-61. Tra i club più rappresentativi il Raanana VBC e l'Hapoël Ironi Kiryat Ata.

## Albo d'oro della Prima Divisione
| Anno             | Podio                | Podio                | Podio                |
| Campione         | Seconda              | Terza                |                      |
| ---------------- | -------------------- | -------------------- | -------------------- |
| 1960-61 Dettagli | Hapoël Ein Shemer    | -                    | -                    |
| 1961-62 Dettagli | Hapoël Naaman        | -                    | -                    |
| 1962-63 Dettagli | Hapoël Kfar Masaryk  | -                    | -                    |
| 1963-64 Dettagli | Hapoël Kfar Masaryk  | -                    | -                    |
| 1964-65 Dettagli | Hapoël Kfar Masaryk  | -                    | -                    |
| 1965-66 Dettagli | Hapoël Hampil        | -                    | -                    |
| 1966-67 Dettagli | Hapoël Hampil        | -                    | -                    |
| 1967-68 Dettagli | Hapoël Hampil        | -                    | -                    |
| 1968-69 Dettagli | Hapoël Hampil        | -                    | -                    |
| 1969-70 Dettagli | Hapoël Hampil        | -                    | -                    |
| 1970-71 Dettagli | Hapoël Ein Hamifratz | -                    | -                    |
| 1971-72 Dettagli | Hapoël Hampil        | -                    | -                    |
| 1972-73 Dettagli | Hapoël Hampil        | -                    | -                    |
| 1973-74 Dettagli | Hapoël HaOgen        | -                    | -                    |
| 1974-75 Dettagli | Hapoël Naaman        | -                    | -                    |
| 1975-76 Dettagli | Hapoël Naaman        | -                    | -                    |
| 1976-77 Dettagli | Hapoël Naaman        | -                    | -                    |
| 1977-78 Dettagli | Hapoël Merhavia      | -                    | -                    |
| 1978-79 Dettagli | Hapoël Naaman        | -                    | -                    |
| 1979-80 Dettagli | Hapoël Merhavia      | -                    | -                    |
| 1980-81 Dettagli | Hapoël Merhavia      | -                    | -                    |
| 1981-82 Dettagli | Hapoël Merhavia      | -                    | -                    |
| 1982-83 Dettagli | Hapoël Naaman        | -                    | -                    |
| 1983-84 Dettagli | Hapoël Naaman        | -                    | -                    |
| 1984-85 Dettagli | Hapoël Naaman        | -                    | -                    |
| 1985-86 Dettagli | Hapoël Naaman        | -                    | -                    |
| 1986-87 Dettagli | Hapoël Bat Yam       | -                    | -                    |
| 1987-88 Dettagli | Hapoël Bat Yam       | -                    | -                    |
| 1988-89 Dettagli | Hapoël Mateh Asher   | -                    | -                    |
| 1989-90 Dettagli | Hapoël Mateh Asher   | -                    | -                    |
| 1990-91 Dettagli | Hapoël Bat Yam       | -                    | -                    |
| 1991-92 Dettagli | Hapoël Mateh Asher   | -                    | -                    |
| 1992-93 Dettagli | Hapoël Mateh Asher   | -                    | -                    |
| 1993-94 Dettagli | Hapoël Mateh Asher   | -                    | -                    |
| 1994-95 Dettagli | Hapoël Mateh Asher   | -                    | -                    |
| 1995-96 Dettagli | Hapoël Kiryat-Yam    | -                    | -                    |
| 1996-97 Dettagli | Hapoël Emek Hefer    | -                    | -                    |
| 1997-98 Dettagli | Hapoël Kiryat-Yam    | -                    | -                    |
| 1998-99 Dettagli | Hapoël Kiryat-Yam    | -                    | -                    |
| 1999-00 Dettagli | Hapoël Kiryat Ata    | -                    | -                    |
| 2000-01 Dettagli | Hapoël Kiryat Ata    | -                    | -                    |
| 2001-02 Dettagli | Hapoël Kiryat Ata    | -                    | -                    |
| 2002-03 Dettagli | Hapoël Kiryat Ata    | -                    | -                    |
| 2003-04 Dettagli | Hapoël Kiryat Ata    | -                    | -                    |
| 2004-05 Dettagli | Maccabi Ra'anana     | -                    | -                    |
| 2005-06 Dettagli | Hapoël Kiryat Ata    | -                    | -                    |
| 2006-07 Dettagli | Hapoël Kiryat Ata    | -                    | -                    |
| 2007-08 Dettagli | Hapoël Kiryat Ata    | Maccabi Ra'anana     | -                    |
| 2008-09 Dettagli | Maccabi Ra'anana     | -                    | -                    |
| 2009-10 Dettagli | Hapoël Kiryat Ata    | Maccabi Ra'anana     | -                    |
| 2010-11 Dettagli | Maccabi Ra'anana     | Hapoël Névé Sha'anan | Hapoël Kfar Saba     |
| 2011-12 Dettagli | Hapoël Kfar Saba     | Hapoël Kiryat Ata    | Hapoël Névé Sha'anan |
| 2012-13 Dettagli | Hapoël Kfar Saba     | -                    | -                    |